# Kínai halomsírok

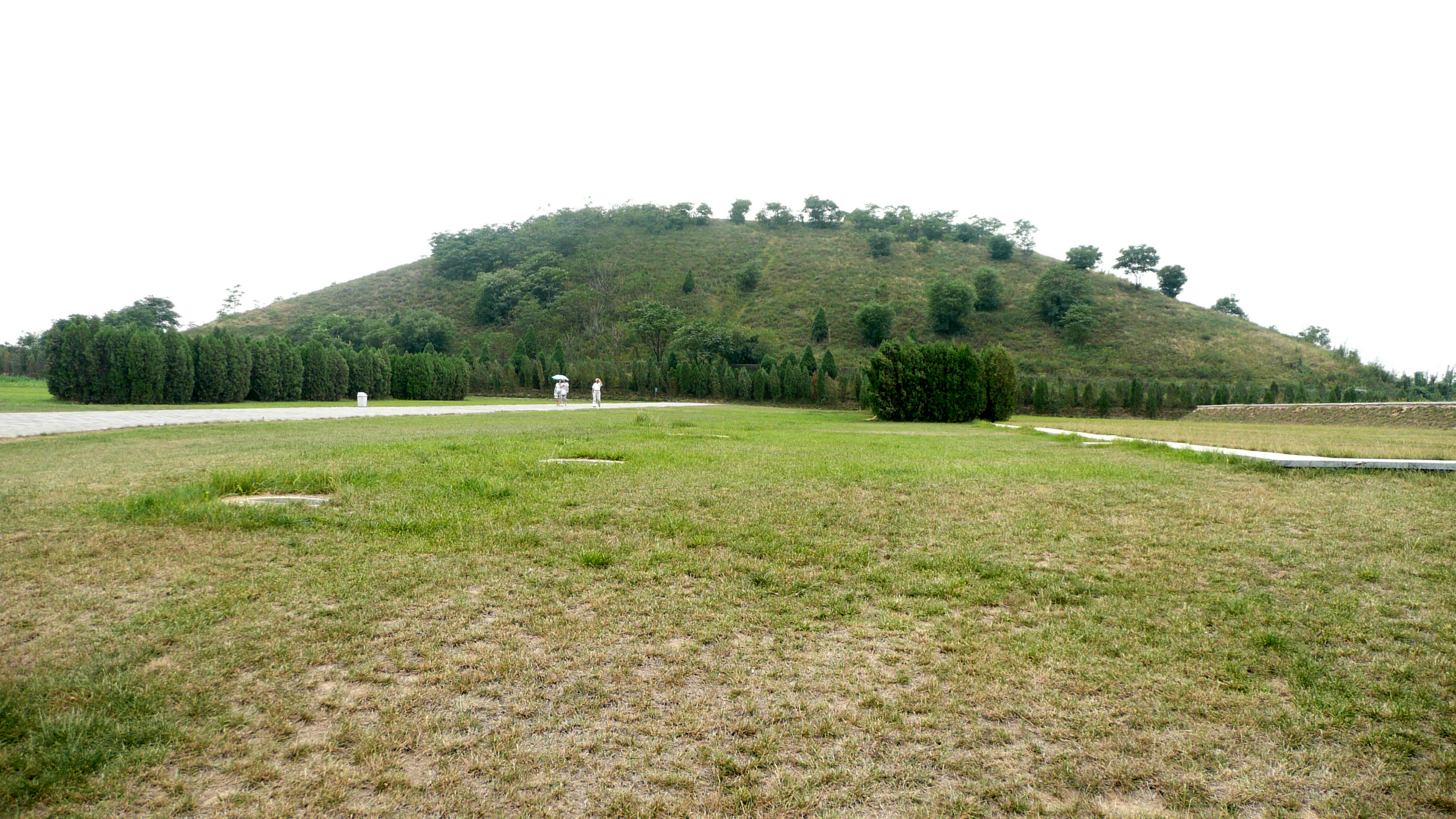
A Han-dinasztia egyik császárának sírhelye Hszian közelében.

A kínai halomsírok többsége ősi mauzóleum és sírhely, amelyeket a korai kínai uralkodók és hozzátartozóik földi maradványai számára emeltek. Hasonló temetkezések az ókor sok kultúrájában előfordultak világszerte. Ezeknek a többségében döngölt földből készült, lapos tetejű temetkezési domboknak nagy részét négyzetes alapra emelték, ezért nevezik kínai piramisoknak is őket.
A ma ismert kínai halomsírok közül a legtöbb  Senhszi (Shaanxi) tartományban, Hszian (Xi'an) tartományi fővárostól 25–35 km-re északnyugatra található. Közülük is a legismertebb az első kínai császár, Csin Si Huang-ti (Qin Shi Huangdi) sírhelye, ami mellett a császár maradványait védő agyaghadseregre bukkantak. Ilyen halmok épültek azonban már korábban, majd később, a Han-dinasztia idején is.

## Elhelyezkedésük
Kínában mintegy 100 ilyen építményt tartanak nyilván. Ezek nagy része Senhszi (Shaanxi) tartományban, Hszian (Xi'an) város közelében találhatóak, mintegy 100 kilométeres körzetben.

## Nyugati megismerésük története
1667-ben Athanasius Kircher jezsuita pap már írt a kínai piramisokról China monumentis Illustrata című művében. Ezeknek az építményeknek a léte azonban a nyugati világban szinte ismeretlen maradt az 1910-es évekig. 1912-ben Fred Meyer Schroder és Oscar Maman német kereskedők számoltak be róluk, majd 1913-ban egy Victor Segalen vezette expedíció jutott el a környékre. Ő írt először a nyugati utazók közül az Első Császár, Csin Si Huang-ti (Qin Shi Huangdi) sírjáról és a térségben található többi halomról Mission Archeologique en Chine (1914): L'art funéraire à l'époque des Han című munkájában.
A szaktudomány által már ismert halmok létezése 1947-ben keltette fel a szélesebb közvélemény érdeklődését. A második világháború végén, 1945-ben egy amerikai pilóta fényképet készített az egyik nagyobbról Hszian közelében. A fényképet és a „titokzatos nagy fehér piramis” sztoriját 1947-ben kapta fel az amerikai sajtó. A téma sok áltudományos fantáziálást generált, sokan földönkívülieknek tulajdonították a messze eltúlzott méretekkel felruházott építményeket.
A kutatók az amerikai katona fényképfelvételét később a kínai Han-dinasztia Han Vu-ti (Han Wudi) nevű császárának Maoling nevű, ismert sírhelyével azonosították.

## Földrajzi elhelyezkedésük
Az ÉSz 34.16-34.27 és KH 108.33-108.53 által határolt téglalapon belül mintegy 27 „piramis” található. További nyolc van még a közelben, de kívül ezen a meghatározott területen. Kína hatalmas területén ezen kívül természetesen még számos, kisebb „piramis” és más temetkezési halom is található.

## Csoportjaik

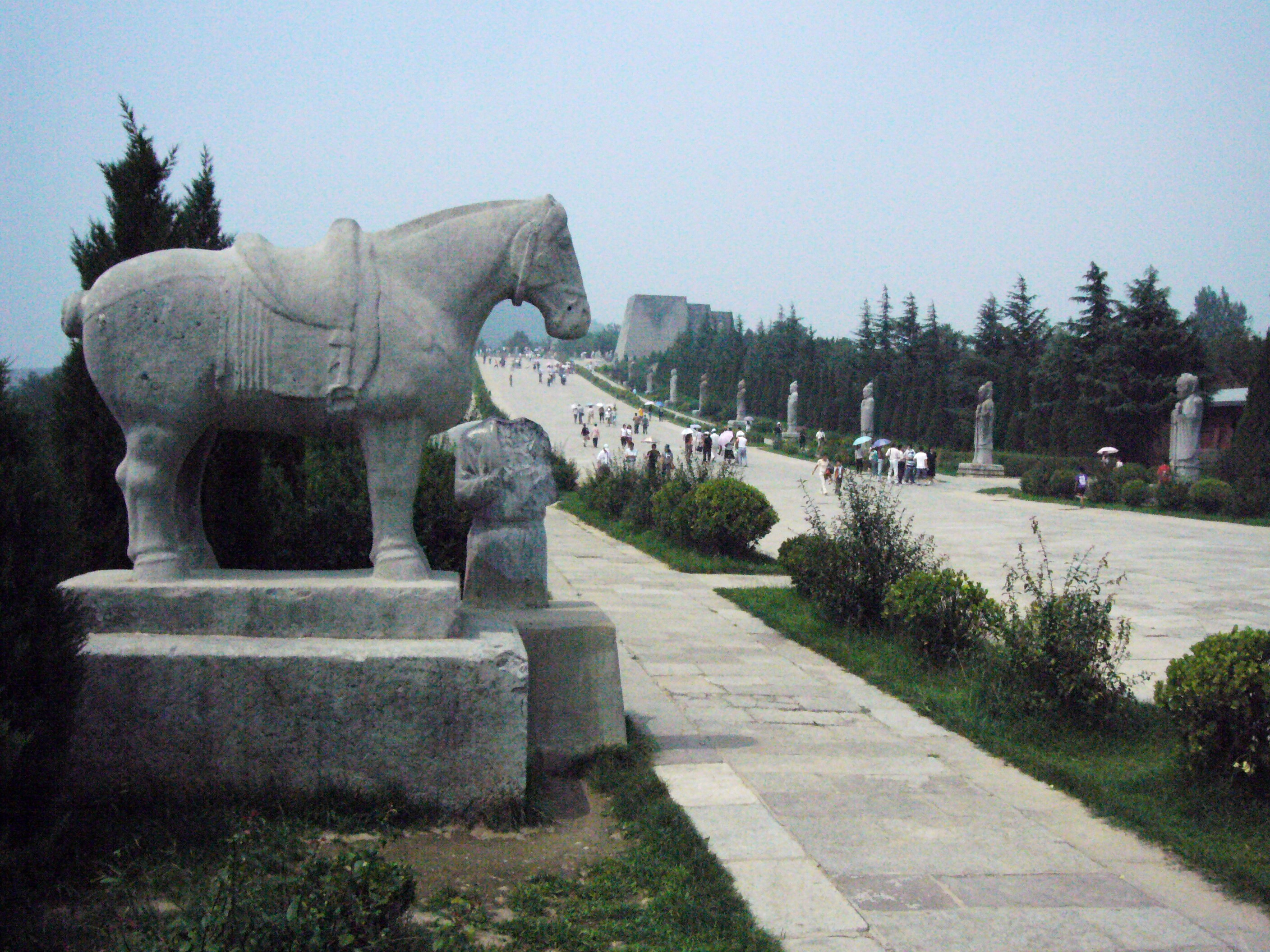
Gaozong Tang császár sírépítményéhez vezető út, egyike a számos Tang kori császári mauzóleumnak Xian környékén

### Hszianpiramisai (halomsírjai)
Hszian városa melletti halomsírok alkotják a legtöbb kínai piramist.
| Név                                  | Méret           | Koordináták |
| ------------------------------------ | --------------- | --- |
| Maoling piramis, 1. sorszámú piramis | 222 x 217 m     | é. sz. 34° 20′ 17″, k. h. 108° 34′ 11″34.338056°N 108.569722°E                                                                 |
| 6. piramis                           | 153 x 158 m     | é. sz. 34° 21′ 47″, k. h. 108° 37′ 49″34.363056°N 108.630278°E                                                                 |
| 7. piramis                           | 149 x 155 m     | é. sz. 34° 21′ 42″, k. h. 108° 38′ 24″34.361667°N 108.640000°E                                                                 |
| 11. piramis                          | 155 x 154 m     | é. sz. 34° 22′ 29″, k. h. 108° 41′ 51″34.374722°N 108.697500°E                                                                 |
| 15. piramis                          | 219 x 230 m     | é. sz. 34° 23′ 52″, k. h. 108° 42′ 45″34.397778°N 108.712500°E                                                                 |
| 31. piramis                          | 126 x 149 m     | é. sz. 34° 14′ 09″, k. h. 109° 07′ 07″34.235833°N 109.118611°E                                                                 |
| 33., 34., 35. piramisok              | kb. 160 x 167 m | é. sz. 34° 10′ 45″, k. h. 109° 01′ 41″34.179167°N 109.028056°E, é. sz. 34° 10′ 52″, k. h. 109° 01′ 20″34.181111°N 109.022222°E |

### Santung piramisai
Santung tartomány halomsírjai Kína keleti részén. 
- Shao-hao tumulusa Csüfutól keletre fekszik.
- Qi állam (齊 田王陵) hercegeinek tumulusai Zibo (淄博) közelében.

### Északkeleti piramisok
Csilin, Liaoning és Belső-Mongólia tartományainak halomsírjai. 
- A legismertebb közülük egy kőből épült lépcsős piramis Csilinben, a koreai határ közelében, amit A tábornok sírjának neveznek. A koreai Kogurjo állam (i. e. 37 – i. sz. 668) Mandzsúria felettti uralma idején épült.
- A Hongshan-kultúrához tartozó piramisok és tumulusok

### Északnyugati piramisok
A Nyugati Hszia-dinasztia korából származó tumulusok, Yinchuan (银川) közelében, a Ninghszia-Huj Autonóm Területen; 204 sír, köztük 9 uralkodói.

### Galéria

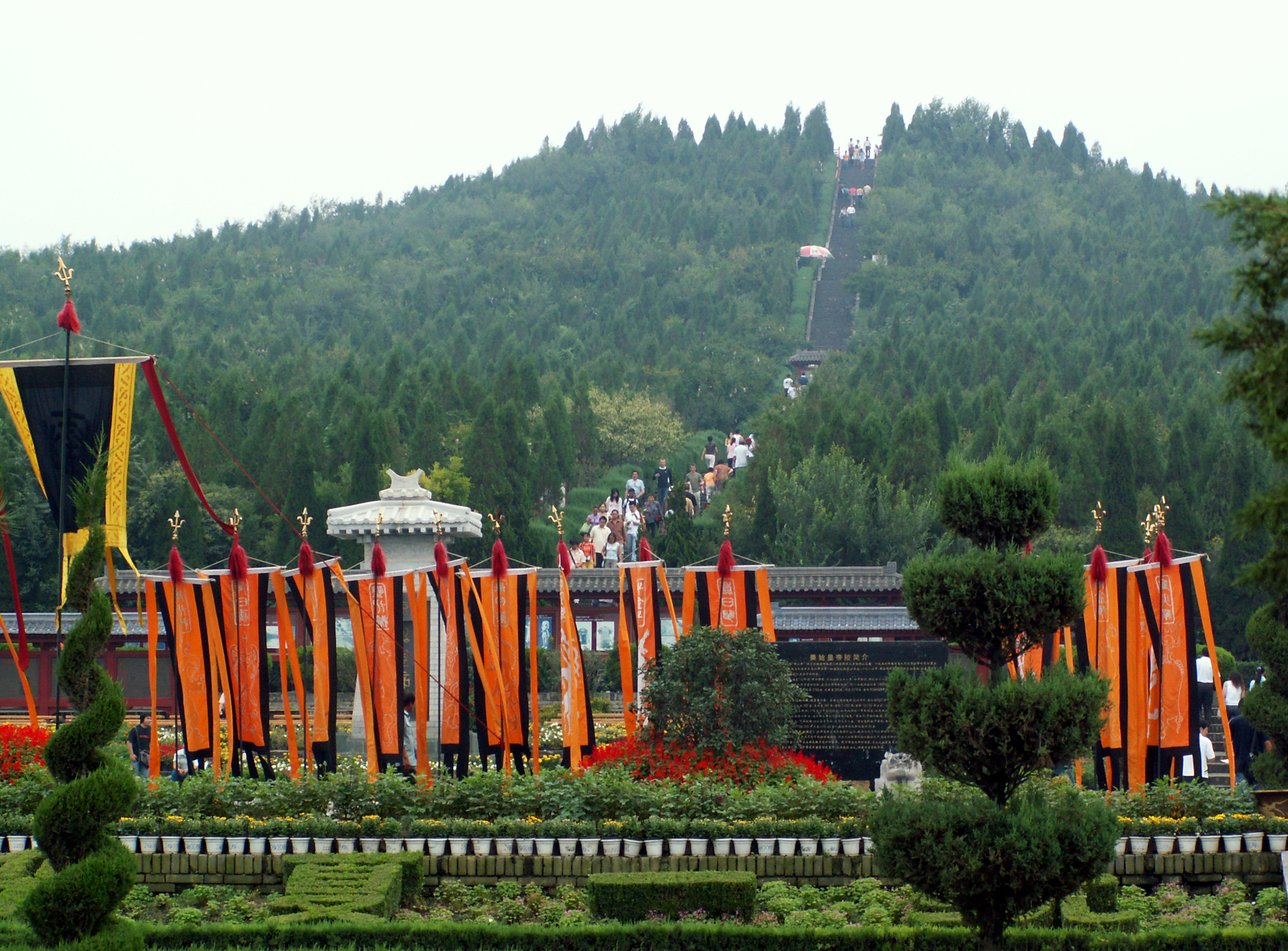
Csin Si Huang-ti mauzóleuma Hszian mellett
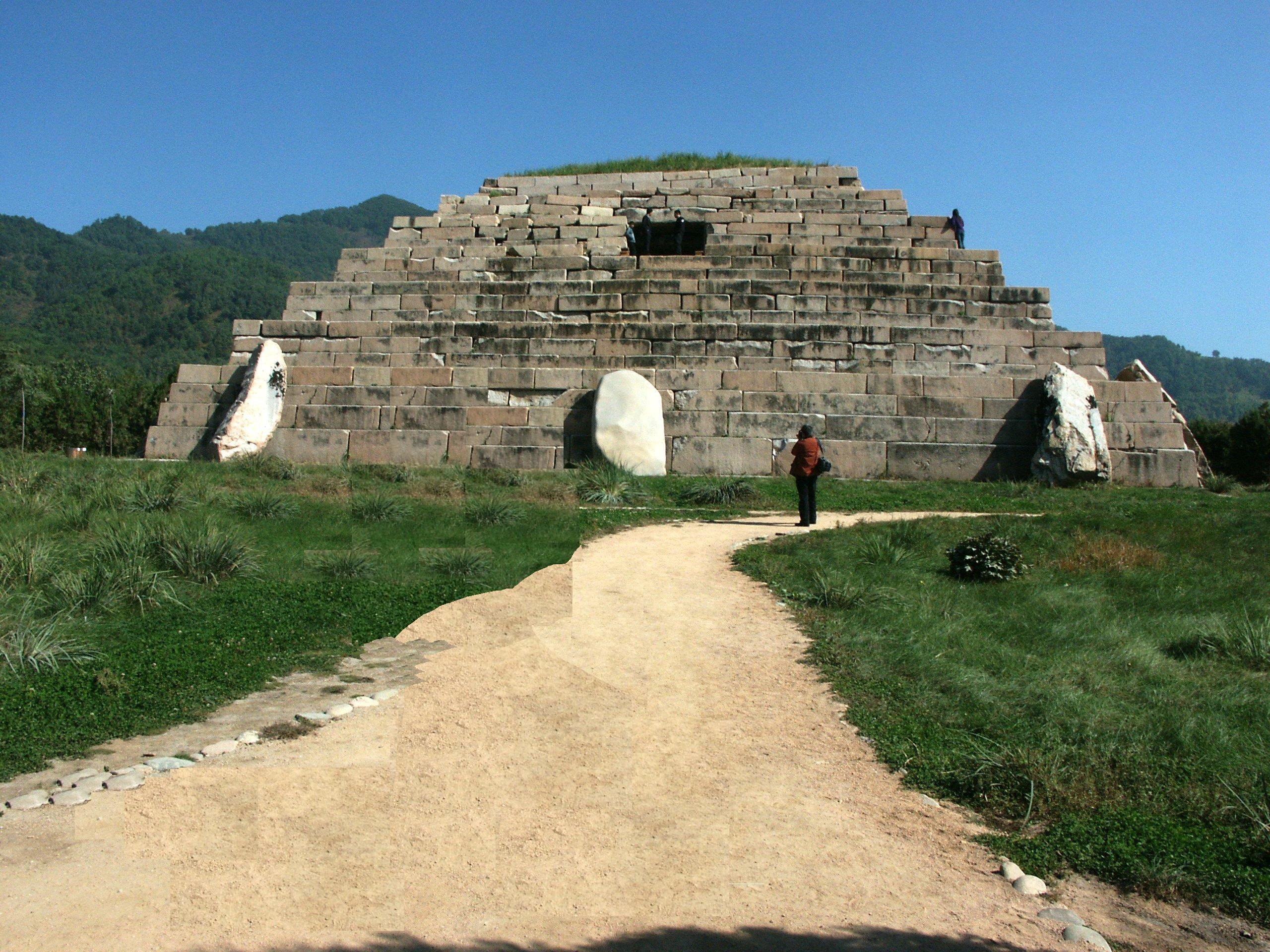
"A tábornok sírja" a koreai határnál
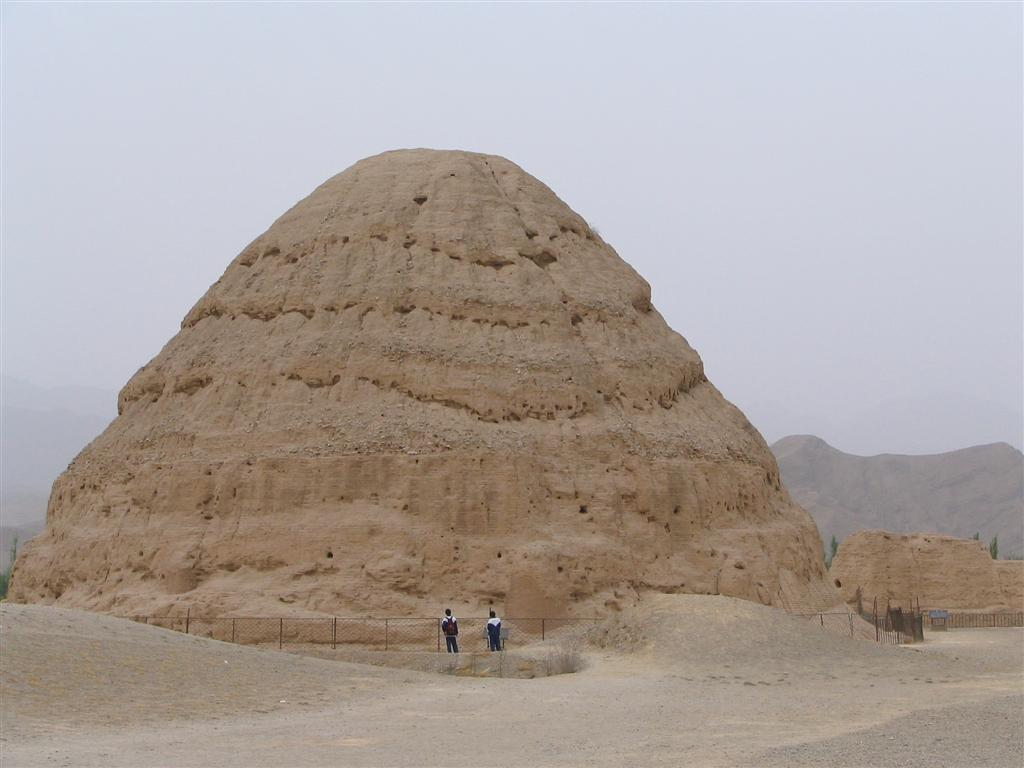
A Nyugati Hszia-dinasztia egyik uralkodójának sírja Ninghszia területén
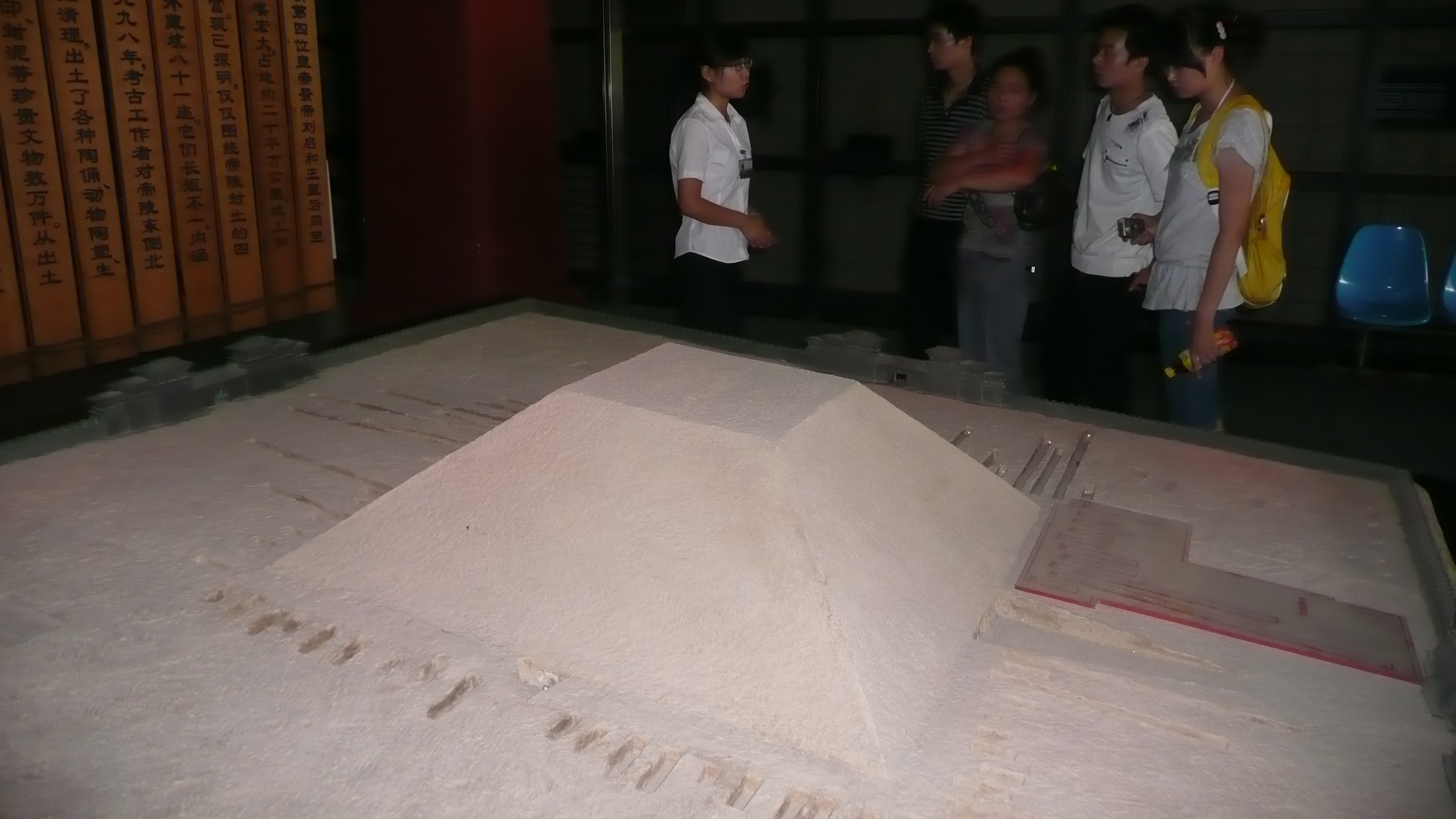
Han Jang Ling egy piramisának modellje
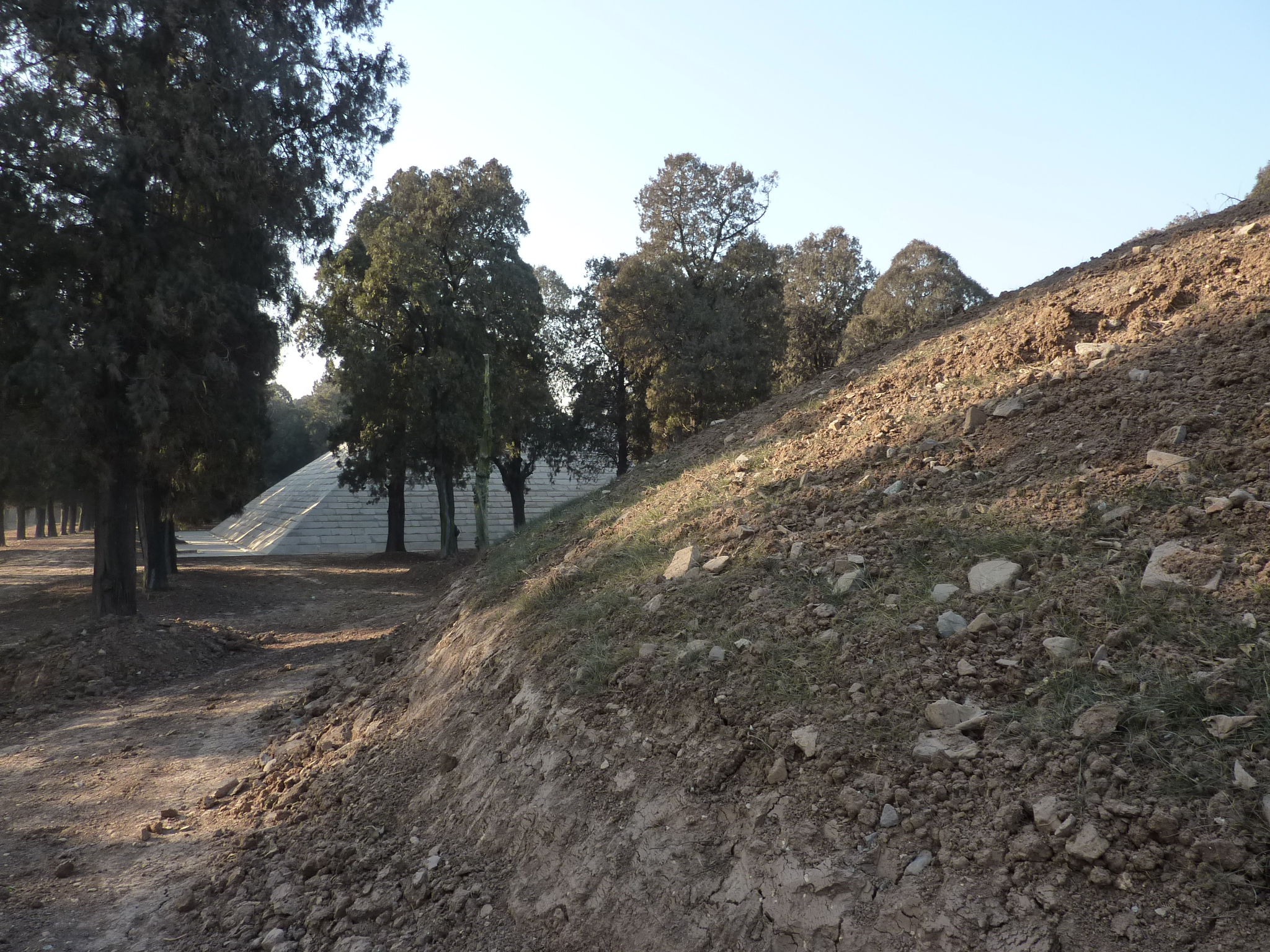
Sao-hao tumulusa, Csüfu

## Feltáró munka

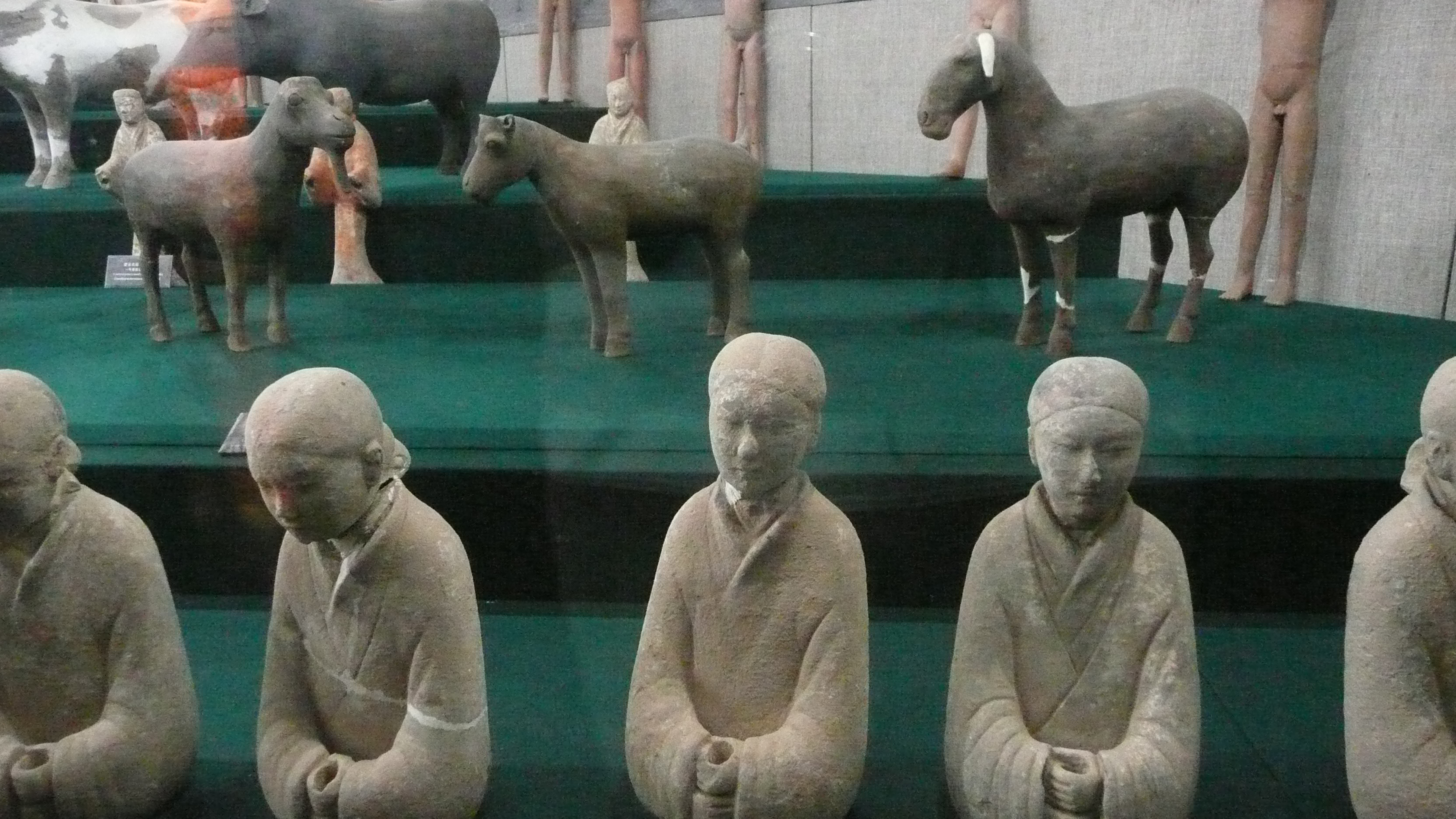
Han Jang Ling császár (uralkodott: i. e. 156 - 141) piramisában feltárt agyagfigurák: háziállatok és női szolgálók szobrai.

Az 1980-as évek óta intenzív feltáró munka folyik Hszian környékén, különös tekintettel az agyaghadsereg leleteire. A tízezrével előkerült, legtöbbször aprólékos restaurációt igénylő műtárgyak miatt a munka rendkívül időigényes.
A kínai kormány a korábbi feltárások tapasztalatait leszűrve (amikor a leletek nagy részét a feltárás után nem sikerült megmenteni a jelentős állagromlástól) úgy döntött, hogy 2050-ig eláll a helyszín további régészeti feltárásától, különösen az Első Császár, Csin Si Huang-ti (Qin Shi Huangdi) valószínűleg rendkívül gazdag mellékletekkel ellátott sírját rejtő óriási halomsír megbontásától.